# 汝阴郡 (北齐)
汝阴郡，中国南北朝时设置的郡。
北齐改汝北郡置汝阴郡，治所在王坞城（今河南省汝州市南），设县为南汝原县（今河南省汝州市）。辖境相当今河南省汝州市一带。北周大象末年废汝阴郡，汝原县改属和州伊川郡，隋炀帝时汝原县改为承休县，成为襄城郡的治所。